# トーマス・デーリー
トーマス・ロバート・デーリー (Thomas Robert Daley, OBE、1994年5月21日 - ) は、イギリスの男子飛込競技選手。10m高飛び込みを専門としている。

## 人物
デーリーは飛び込みを7歳からはじめプリマス・ダイビングクラブのメンバーである。デーリーは9歳のときから国内外の競技会にインパクトを与えていた。デーリーは北京五輪英国代表の最年少選手であった。また、同大会では全参加国の選手の中でも最年少選手であり、同大会最年少ファイナリストである。
2009年のFINA 世界水泳で個人種目に15歳で出場している。2009年にはデーリーは自己最高ランキングでもある国際水泳連盟の10m高飛び込みの部門で世界ランキング1位に到達した。
2010年コモンウェルスゲームズではイングランド代表としてマックス・ブリックと臨んだ10m高飛び込みシンクロと10m高飛び込み個人で金メダルを獲得している。そして2012年のロンドンオリンピックではイギリス代表として出場し10m高飛び込み個人で銅メダルを獲得している。
2012年のデーリーのロンドンオリンピックでの成功と、オリンピック自国開催によるイギリス人のスポーツへの熱狂の夏あと、イギリスのTVネットワークITVは「スプラッシュ！（Splash!）」という有名人に飛び込み台から飛び込んでもらうリアリティ番組でデーリーを主役として取り上げた。
2013年1月5日土曜日の番組の放送で飛び込みをする有名人の指導者役としてテレビタレントとしてデビューした。この番組は560万人の視聴者による平均視聴率によって成功の評価をえた。

## 初期のキャリア
デーリーの最初の活躍はカナダの飛び込み選手アレクサンダー・ディスパティエであった。ディスパティエは1998年のコモンウェルスゲームズで13歳で金メダルを獲得している。それにイギリスの飛び込み選手レオン・テーラー。テーラーはのちにデーリーの助言者となる。
デーリーは定期的なダイビングの講習を受けて、コーチによって見出され2002年に競技チームに加入した。デーリーの最初の競技会は2003年のthe National Novice Championshipsであり、デーリーは 8・9歳少年の部でメダルを獲得している。同年9月にはサウサンプトンの招待競技会に参加し 1 m, 3 mと高飛び込みで優勝し、観客に広く注目されるようになった。デーリーはイギリス選手権では自分の年代の部門で1m飛び板飛び込み、3m飛び板飛び込みと高飛び込みで2004年、2005年、2006年のそれぞれ優勝している。
2004年にデーリーは10歳の誕生日の後の月、デーリーはNational Juniorの高飛び込み競技会の18歳以下の部門で同大会最年少優勝者となった。
2005年デーリーはthe Australian Elite Junior Nationalsに招待選手として参加し、14-15 歳の部で 高飛び込みで1位、3m飛び板飛び込みで2位となった。
デーリーはまた Aachen Junior Internationalでは14－15歳の部において高飛び込みで2位、3m飛び板飛び込みで3位となった。
2006年のコモンウェルスゲームでは基準の変更で、年齢のせいでイングランド代表に選ばれなかった。
2006年、デーリーは18歳以下の高飛び込みと3m飛び板飛び込みのイギリスチャンピオンであり、2007年のsenior British Championships（2006年12月開催）の10m高飛び込みでは2位であった。

## 国際競技会での活躍

### 2007年

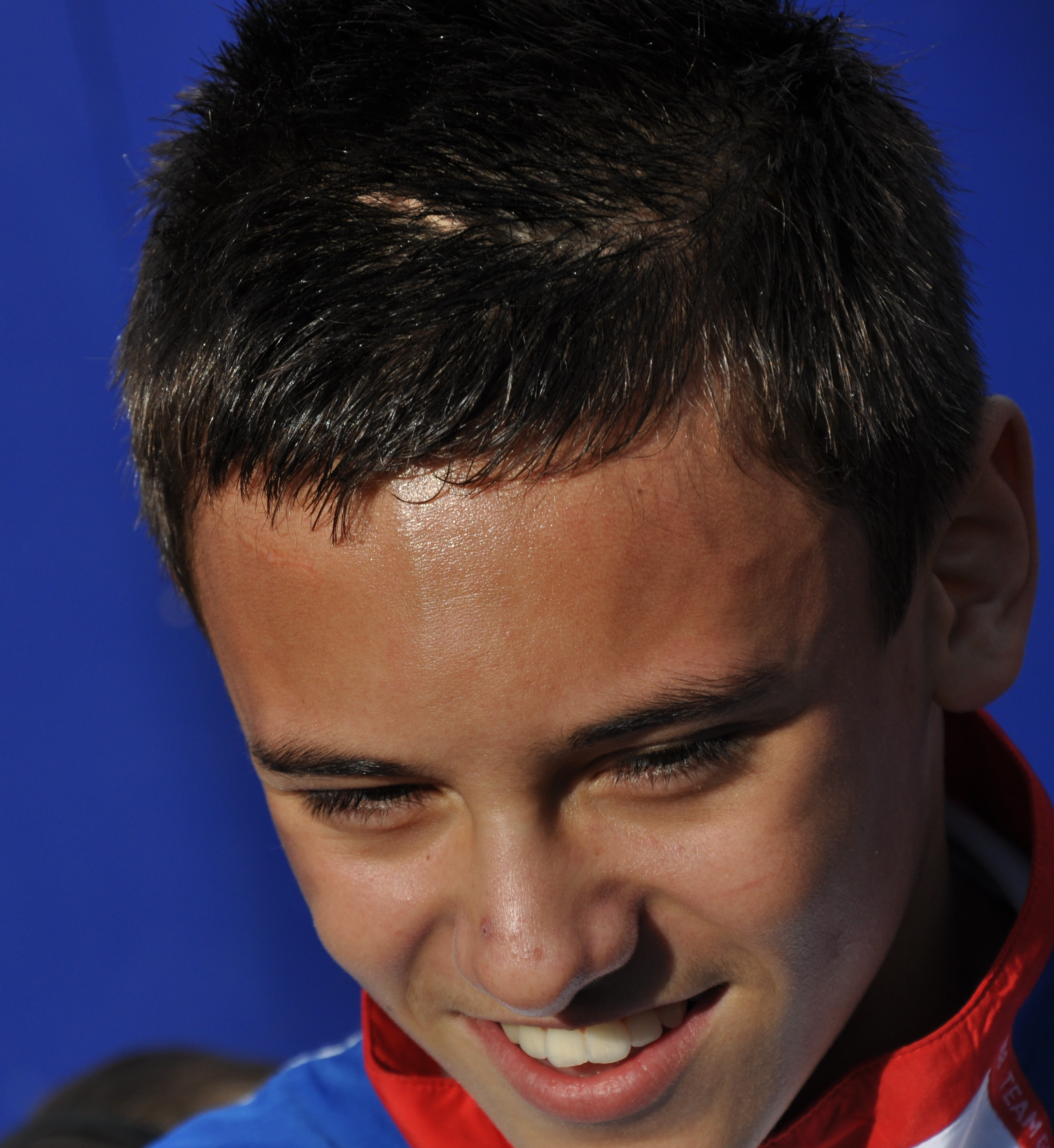
Daley in 2008

2007年1月、12歳の時、デーリーはオーストラリアユースオリンピックフェスティバルに特別に参加を認められた。この競技会の参加年齢は通常15歳以上であった。
長引く親指のけがを抱えて参加し、デーリーは10m高飛び込みシンクロでw:Callum Johnstoneとともに銀メダルを獲得した。
2007年末、英国水泳協会 (ASA) のイングランド選手のための選手権の高飛び込みシニアの部のタイトルを獲得している。
2007にデーリーはまた、個人種目では2度4位に終わった国際水泳連盟のグランプリとワールドシリーズにも参加している。

### 2008年
2008年1月、デーリーは英国選手権10m高飛び込みで優勝し、同大会での10m高飛び込みのシニア部門の最年少優勝者になった。
デーリーはまた10m高飛び込みシンクロ部門ではブレイク・アルドリッジとともに優勝している。
2週間後、スペインのマドリッドのグランプリでデーリーは、高飛び込み個人で銅メダル、シンクロメダルで銀メダルを獲得し、国際水泳連盟のサーキットで最初のメダルを獲得した。
デーリーとアルドリッジは2008年FINA飛込ワールドカップでシンクロで銅メダルを獲得した。このときの得点はイギリス記録であり、デーリーは世界的競技会での最年少の男子メダリストとなった。
デーリーは個人競技では7位であった。2008年3月、アイトホーフェンで開催されたヨーロッパ水泳選手権で最年少の個人の金メダリストとなった。
以前の最年少優勝者はスコットランドの競泳選手イアン・ブラックで、1958年大会で17歳の若さで金メダルを獲得している。
デーリーは2008年北京五輪の10m個人高飛び込みの参加資格と10m高飛び込みシンクロの出場資格を得た。2004年のアテネ五輪の銀メダリストのレオン・テーラーの引退後のことであった。彼が1960年のローマ五輪に漕艇ペアで出場したcoxのケン・レスターの13歳144日を超えるイギリス史上最年少の五輪選手になることにイギリスのメディアは当初は批判していた。北京五輪では10m高飛び込みシンクロでは8位、個人10m高飛び込みでは7位となった。五輪出場から1か月後、デーリーはFINAジュニア世界選手権に初めて参加した（それまでは年齢が若すぎた）。デーリーは「カテゴリーB（14－15歳部門）」の高飛び込み部門で、中国の邱波(549.60点)とWu Dongliang(474.00点)の間の549.60点で2位となった。しかし3m飛び板飛び込みの同じカテゴリーでは485.25点で2位となり、再び中国のふたりの選手、Wu Dongliang(510.25 points)と王峰 (470.40 points)に挟まれることになった。
デーリーは2007年w:BBC Sports Personality of the Year Young Personalityを受賞した。デーリーはこのときから2012年のロンドン五輪のメダルの有力候補とみなされていた。そしてBBCのテレビシリーズ『オリンピック・ドリームズ』 で2012年の五輪開催まで追跡取材を受ける五輪選手の一人になった。

### 2009年
2009年2月にはデーリーはイギリス10m高飛び込み選手権で2位の選手とは133.45点差の自己ベストの517.55点をつけて優勝した。デーリーは10mシンクロのタイトルは防衛できなかった。デーリーのパートナーのブレーク・アルドリッジが競技会数日前にナイトクラブでのケンカでけがをして出場できなかったのである。この年の3月の常州でのワールドシリーズにおいて、デーリーの個人ベストは540.70点に改善され、翌月のシェフィールドのワールドシリーズを2位で終えた時にはデーリーの自己ベストは540.85点に上昇した。
五輪の間、デーリーとブレーク・アルドリッジはともに競技をしてきたが、この期間中にアルドリッジはデーリーの母に電話をかけた。アルドリッジが、ナイトクラブでの事件で負傷し、イギリス選手権の参加を逃したときデーリーの父は息子には違うパートナーを持ってほしいと言った。2009年の4月に、マックス・ブリックと競技を始めた。ブリックはデーリとは12歳もの年の差があるアルドリッジと対照的に、デーリーより2つ年上だった。このペアは2009年5月8日、アメリカのフォートローダーデールでの競技会で10m高飛び込みシンクロの部で銀メダルを獲得した。デーリーは個人競技では、デーリーのダイブの一つは10人中7人が満点をつけた新たな自己ベストである554.90点で優勝した。
2009年のFINA世界水泳ローマ大会では、デーリーは個人種目で予想外の優勝をした。デーリーの点は539.85点と低い水準であったが、デーリーの競争相手も決勝のダイブの得点で中国の邱波は532.20点、Zhou Luxinは530.55点といったふうに低調であった。世界選手権での10m高飛び込みシンクロではデーリーとブリックは新しいペアによるちぐはぐなダイブのせいで9位となった。

### 2010年
2010年2月、イギリス選手権10m個人高飛び込みで3.6 tariffしかデーリーに与えられていなかったので（2009年FINAのDD tablesで3.8から下げられた）、デーリーは5255Bのダイブ(後方二回半宙返りと二回半ひねり)を初めて披露した。この競技会ではデーリーは ピーター・ウォーターフィールドにつぐ40.05で2位となった。

2010年3月に青島で開催されたFINAダイビング・シリーズの10m競技では、デーリーは二つの新たなダイブを披露し520.35点（これが彼の2010年の最高点）で4位となった。

4月1日に、メキシコのベラクルスで開催されたワールドシリーズにはデーリーは10m個人種目での参加者に選ばれなかったが、3日後に同じ会場で2度目の競技会が開催され、（アイスランドの火山噴火によって取りやめになったシェフィールドDWS競技会の代替である）デーリーは519.70 点で4位となった。これは今季2番目に高い得点である（銅メダルとの差は0.8点であった）。
8月にデーリーは、10m個人種目のタイトル防衛のためにハンガリーのブダペストで開催された2010年ヨーロッパ水泳に参加した。ところが10mシンクロの際の上腕二頭筋の痛みのせいで10mのシンクロも個人種目の参加は取りやめになり、2週間後にシンガポールで開催される2010年夏季ユースオリンピックに参加できるかどうかも怪しくなった。その後デーリーは3m飛び板飛び込みには参加するが10m高飛び込みには参加しないことが発表された。デーリーは3m飛び板飛び込みに参加し9位となった。
2010年10月12日デーリーはインドのニューデリーで開催されたコモンウェルズゲームズに参加し、デーリーのチームメイトのマックス・ブリックとともに10mシンクロ種目で金メダルを獲得した。翌日、デーリーは10m高飛び込み個人でも金メダルを獲得した。
2010年11月、デーリーは「BBC Sports Personality of the Year 2010」と「BBC Young Sports Personality of the Year 2010」両方にノミネートされたスポーツ選手の一人になったと発表した。デーリーのキャリアで「BBC Young Sports Personality of the Year」の受賞は3度目であり、3度受賞した人はデーリーが初めてである。

### 2011年
2011年のシーズンの間、2012年ロンドン五輪で最高のシンクロのペアを作るためのイギリス水泳界の継続的な事業として、デーリーはシンクロ部門では2004年アテネ五輪銀メダリストのピーター・ウォーターフィールドとペアを組むことになった。2011年ナショナル・カップ、イギリス選手権は 新サウスエンド水泳競技センターで1月28日から30日の間に開催された。デーリーは3m飛び板飛び込みではジャック・ラッファーに次いで2位、ウォーターフィールドとともに臨んだ10m高飛び込みシンクロでは優勝した。翌日、10m高飛び込みではウォーターフィールドが494.25点で472.35点のデーリーを破り2年連続優勝を果たした。3位は472.35点のマックス・ブリックであった。
中国の上海で開催された世界選手権では、デーリーはふたたびウォーターフィールドとペアを組んだ。しかしウォーターフィールドは競技会の1週間前にインフルエンザのような病気に5日間かかっていた。その結果デーリーらは6位となった。
個人種目ではデーリーは邱波 (585.45点)、デービッド・ボウディア (544.25点)、ザッシャ・クライン (534.50点)、ヴィクトル・ミニバエフ (527.50点)に次ぎ505.10点の5位となった。
2011年7月27日、デーリーはロンドン五輪開催まであと1年のカウントダウンが始まった、ロンドンの新しい水泳競技場で初めてダイブをした。その様子はBBC1チャンネルで生放送され、インタビューでデーリーは「水泳競技場でのダイブで、開催までのこり1年を切れたのは凄く光栄だよ。ほんの数年前は遠い先の夢だったよ。僕が週末に選ばれて最初のダイブをした事実は完全な光栄だよ。来年と、チームグレートブリテンの活躍を待ちきれないよ」と言った。

### 2012年
2012年のシーズンは、デーリーは親指の痛みを理由にナショナルカップを競技会数日前に棄権した（10m高飛び込みはマックス・ブリックが優勝した）。同年2月イギリス飛び込み競技のアレクセイ・エヴァングロフ監督は、デーリーのメディアとコマーシャル活動がデーリーの五輪に向けたトレーニングをダメにするのではないかという危惧を表明し、デーリーを倫理的に批判した。デーリーとウォーターフィールドがロンドン水泳センターで開催されたFINAワールドカップでの10m高飛び込みシンクロで7位に終わると、このコメントは支持されたように見えた。
デーリーとエヴァングロフとデーリーの代表者との公開の会議のあと、デーリーはドバイで初めて開催されるFINAダイビング・ワールドシリーズへの参加を継続し、デーリーとウォーターフィールドは10m高飛び込みシンクロでは4位となり、このときデーリーは10m高飛び込み個人では銀メダルを獲得した。1週間後北京で開催された競技会で、デーリーとウォーターフィールドは10m高飛び込みシンクロで銀メダルを獲得し、このときは10m高飛び込み個人でデービーは銀メダル、ウォーターフィールドは銅メダルをそれぞれ獲得した。3週間後のモスクワでの競技会ではデーリーは高飛び込み個人で銀メダルを獲得、シンクロは5位に終わった。
メキシコのティファナで開催されたことし最後のDWS meetでは、デーリーは個人高飛び込みで金メダルを獲得し、シンクロ競技ではウォーターフィールドとのペアで銅メダルを獲得した。 しかしながら、これら競技会のこの種目には中国は参加していなかった。
2012年のダイビング・ワールドシリーズではデーリーと「デーリー・ウォーターフィールド組」の両方ともが10m高飛び込みの個人とシンクロのすべてを制した。
2012年4月、デーリーはまた、140点の差で、イギリスエリートジュニアの10m高飛び込みのタイトルを獲得した。これが、デーリーの出身地のプリマスの新しい「ライフセンター」で開催された選手権のジュニア競技に、デーリーが参加できる最後の年となった。
2012年5月デーリーはアイントホーフェン選手権で、銀メダルのヴィクトル・ミニバエフを49.65点上回る565.05点で金メダルを獲得し、ヨーロッパでの10m高飛び込みのタイトルを獲得した。
2012年6月にシェフィールドで開催された英国石油 ダイビング選手権は五輪代表選考会であったが、デーリーとウォーターフィールドは10m高飛び込みシンクロでイギリス新記録になる475.77点でタイトルを手にした。この記録は333.72で銀メダルになったダニエル・グッドフェローとロス・ハスラムより140点も上回る。10m高飛び込み個人ではデーリーは547.60点でウォーターフィールドの452.80点とジェームズ・デニーの390.20点を上回り、2009年以来のタイトルを手にした。

#### オリンピック

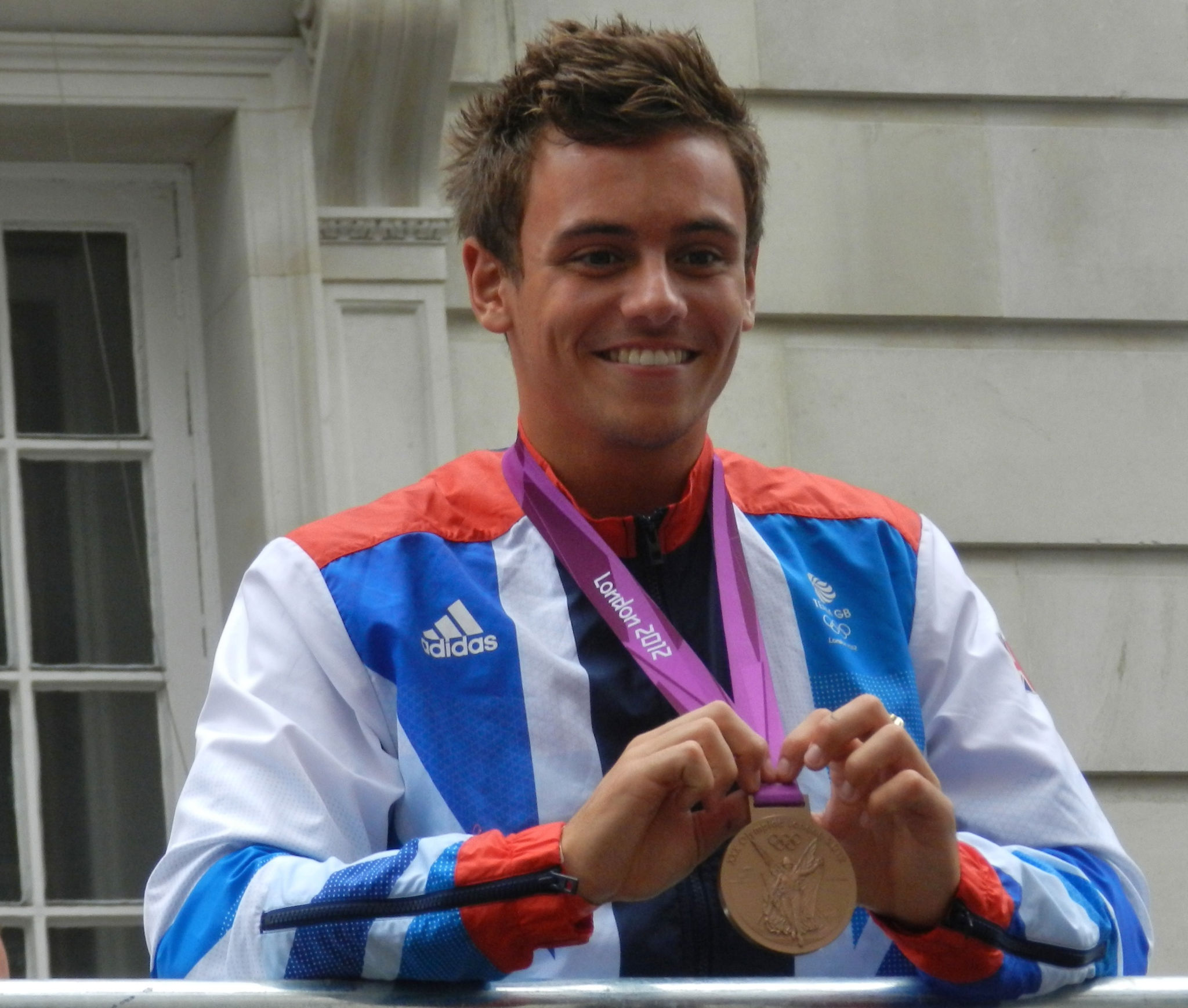
銅メダルを持つデーリー。ロンドン五輪凱旋パレードにて。

イギリスではデーリーは長い間2012年ロンドンオリンピックの「ポスター・ボーイ」とみなされてきた。(文字通り、デーリーを描いた80フィートの高さのバナー広告が、ウェールズのカーディフの「ジョン・ルイス百貨店」の建物に懸垂されていた。その間にデーリーとおなじように七種競技のジェシカ・エニスの高さ40フィートのバナー広告がシェフィールドの支店に懸垂されていた)。
大会最初の月曜日に開催される、10m 男子高飛び込みシンクロ競技はデーリーとウォーターフィールドが「チーム・グレートブリテン（英国代表）」に最初のメダルをもたらす好機であると希望を持たれていた。しかし、3回のダイブの後ペアは競技をリードしていたのだが、片方が4回転半宙返りを4回宙返りにはしょったためにふたりはメダル競争から外れ、454.65 点の4位に終わった。中国の曹縁、張雁全ペア（486.78 points）、メキシコのイファン・ガルシア 、ヘルマン・サンチェス ペアの（468.90 points）、アメリカのデイヴィッド・ボーディア、ニコラス・マッコリー ペア（463.47 points）らの後塵を拝することになった。この失望の後、デーリーは口汚いツイッターのツイートの標的となる論争が起きた。この結果、警察はドーセット州のウェーマス在住の17歳の少年と28歳のプロサッカー選手を差別的な書き込みを理由に逮捕した。
ロンドン五輪最後の金曜日に10m 男子高飛び込みのためにロンドン水泳競技場に戻ると、デーリーはファンにひどい結果による懸念の原因を与えた。準決勝に向けた予選ではデーリーは18人の準決勝進出選手の中で15位、448.45点であった(金メダルを獲得するボーディアは18位であった)。
翌午前中の準決勝ではもっと良い結果がデーリーを4位、521.10点に押し上げた。これは邱波の563.55点、林躍の541.80点、ボーディアの531.15点に続くものである。
決勝は劇的な形で始まった。このときデーリーのスターとしての地位はデーリーのもとに帰ってきた。つまりデーリーがダイブするときに多くのカメラのフラッシュがたかれ、それがデーリーの気を散らし、75点しか得られなかった。審判への抗議の結果彼にダイブの再演技が許可された。このときに彼は91.80点をつけた。人々を夢中にさせる競争である飛び込みの決勝が始まるまで、デーリーは邱波とボーディアに0.15点まで縮まっていた。しかしデービーの最後のダイブは3.3だけの難度のものであり、ふたりのライバルは3.6のダイブをした。結果、デーリーは556.95点で銅メダルを獲得した。アメリカのボーディアは568.65点で金メダル、中国の邱波は566.85で銀メダルとなった。

#### 世界ジュニア・ダイビング選手権
2012年10月にオーストラリアのアデレードで開催されたFINAジュニア・ダイビング選手権では、デーリーは強力なイギリスチームを率い、「少年男子A」の3m飛び板飛び込みシンクロでジャック・ローとともに臨み、これを制した。ラッファーはこれより前に3m個人では優勝していた。デーリーとローはペアでの練習量が少ないにもかかわらず338.85点をつけてイリア・クズミンとマクシム・ポプコフより30点を上回る得点を出した。
10m高飛び込み個人ではデーリーは5回目のダイブでは5人が10点を2人が9.5を出した663.95点で楊健（611.95点）と陳艾森（597.20点）を上回り競技を制した。

### 2013年
2013年1月、デーリーは有名人が飛び込みに挑戦するリアリティ番組『Splash!』に出演した。番組中、デーリーは飛び込みに挑戦する有名人の専門的なアドバイザーを務めた。
 この番組には批判的な意見が多く寄せられたが、毎週土曜の夜に5度にわたり放映された番組のどれもが高い視聴率獲得し、2014年にリニューアルして第2シーズンが放映されることがきまった。
2月8日から10日にわたりデーリーの本拠であるプリマスのプールで開催されたイギリスガスダイビング選手権では、デーリーは10m高飛び込み個人に出場し、ジェイムズ・デニー（374.90点）とダニエル・グッドフェロー（340.25点）を上回る501.00点で優勝した。デーリーはシンクロ競技には出場しなかった。パートナーのウォーターフィールドが五輪のあと経済的支援を失くしたからである。デーリーの新しいシンクロのパートナーはまだ決まっていない。

### 2016年
リオデジャネイロ五輪の男子10mシンクロ高飛込で銅メダルを獲得した。

### 2021年
東京五輪の男子10mシンクロ高飛込で金メダルを獲得した。

### 2024年
パリ五輪の男子10mシンクロ高飛込で銀メダルを獲得した。

## 競技歴
- British champion in all events (1 m, 3 m, platform) in 2004, 2005 and 2006 in the relevant age group.

| Competition                                                              | 2005 | 2006 | 2007 | 2008 | 2009 | 2010 | 2011 | 2012 | 2013 | 2014 | 2015 | 2016   | 2017 | 2018 | 2019 | 2021 | 2024 |
| ------------------------------------------------------------------------ | ---- | ---- | ---- | ---- | ---- | ---- | ---- | ---- | ---- | ---- | ---- | ------ | ---- | ---- | ---- | ---- | ---- |
| Olympic Games, 10 m                                                      |      |      |      | 7th  |      |      |      | 3rd  |      |      |      | 18th** |      |      |      |      |      |
| Olympic Games, 10 m (synchro)                                            |      |      |      | 8th† |      |      |      | 4th@ |      |      |      | 3rd=   |      |      |      | 1st£ | 2nd  |
| Summer Youth Olympics, 3m                                                |      |      |      |      |      | 9th  |      |      |      |      |      |        |      |      |      |      |      |
| FINA World Championships, 10 m                                           |      |      |      |      | 1st  |      | 5th  |      | 6th  |      | 3rd  |        | 1st  |      | 7th  |      |      |
| FINA World Championships, 10 m (synchro)                                 |      |      |      |      | 9th§ |      | 6th@ |      |      |      |      |        | 4th= |      | 3rd£ |      |      |
| FINA World Championships, 3 m mixed synchro                              |      |      |      |      |      |      |      |      |      |      |      |        | 2nd♠ |      | 4th♠ |      |      |
| FINA World Championships, team event                                     |      |      |      |      |      |      |      |      |      |      | 1st& |        |      |      |      |      |      |
| FINA Junior Diving World Championships, 3 m synchro ("A")                |      |      |      |      |      |      |      |      | 1st? |      |      |        |      |      |      |      |      |
| FINA Junior Diving World Championships, 3 m ("B")                        |      |      |      | 2nd  |      |      |      |      |      |      |      |        |      |      |      |      |      |
| FINA Junior Diving World Championships, Boys 10 m Platform               |      |      |      | 2nd  |      |      |      | 1st  |      |      |      |        |      |      |      |      |      |
| European Championships, 10 m                                             |      |      |      | 1st  |      |      |      | 1st  |      | 2nd  |      | 1st    |      |      |      |      |      |
| European Championships, 10 m (synchro)                                   |      |      |      | 6th† |      |      |      |      |      | 4th% |      | 2nd=   |      |      |      |      |      |
| en:Commonwealth Games, 10 m                                              |      |      |      |      |      | 1st  |      |      |      | 1st  |      |        |      |      |      |      |      |
| Commonwealth Games, 10 m (synchro)                                       |      |      |      |      |      | 1st§ |      |      |      | 2nd% |      |        |      | 1st= |      |      |      |
| British Championships, 10 m                                              |      | 3rd  | 2nd  | 1st  | 1st  | 2nd  | 2nd  | 1st  | 1st  |      | 1st  | 1st    |      |      |      |      |      |
| British Championships, 10 m (synchro)                                    |      |      |      | 1st† |      |      | 1st@ | 1st@ |      |      |      | 1st=   |      |      |      |      |      |
| British Championships, 10 m (Junior)                                     | 1st  | 1st  | 1st  |      |      |      |      | 1st  |      |      |      |        |      |      |      |      |      |
| British Championships, 3 m                                               |      |      |      |      |      |      | 2nd  |      |      |      |      |        |      |      |      |      |      |
| British Championships, 3 m (Junior)                                      |      | 4th  |      |      |      |      |      |      |      |      |      |        |      |      |      |      |      |
| British Championships, 1 m                                               |      | 17th |      |      |      |      |      |      |      |      |      |        |      |      |      |      |      |
| en:FINA Diving World Series, Windsor, Ontario, Canada 10 m               |      |      |      |      |      |      |      |      |      |      | 2nd  | 3rd    |      |      |      |      |      |
| FINA Diving World Series, Windsor, Ontario, Canada mixed 3 m springboard |      |      |      |      |      |      |      |      |      |      | 3rd* | 2nd=   |      |      |      |      |      |
| FINA Diving World Series, Montreal, Quebec, Canada mixed 3 m springboard |      |      |      |      |      |      |      |      |      |      |      |        |      | 2nd♠ | 2nd♠ |      |      |
| FINA Diving World Series, Montreal, Quebec, Canada, 10 m                 |      |      |      |      |      |      |      |      |      |      |      |        |      |      | 1st  |      |      |
| FINA Diving World Series, Montreal, Quebec, Canada, 10 m synchro         |      |      |      |      |      |      |      |      |      |      |      |        |      |      | 2nd£ |      |      |
| FINA Diving World Series, Changzhou, China, 10 m                         |      |      |      |      | 3rd  |      |      |      |      |      |      |        |      |      |      |      |      |
| FINA Diving World Series, Nanjing, China, 10 m                           |      |      |      | 4th  |      |      |      |      |      |      |      |        |      |      |      |      |      |
| FINA Diving World Series, Qingdao, China, 10 m                           |      |      |      |      |      | 4th  |      |      |      |      |      |        |      |      |      |      |      |
| FINA Diving World Series, Beijing, China, 10 m                           |      |      |      |      |      |      | 3rd@ | 2nd  |      | 3rd  |      | 4th    |      |      | 4th  |      |      |
| FINA Diving World Series, Beijing, China, 10 m (synchro)                 |      |      |      |      |      |      |      | 2nd@ |      |      |      | 3rd=   |      | 3rd= |      |      |      |
| FINA Diving World Series, Beijing, China, 3 m mixed synchro              |      |      |      |      |      |      |      |      |      |      |      |        |      | 2nd♠ | 3rd♠ |      |      |
| FINA Diving World Series, Sagamihara, Japan, 10 m                        |      |      |      |      |      |      |      |      |      |      |      |        |      |      | 2nd  |      |      |
| FINA Diving World Series, Sagamihara, Japan, 10 m (synchro)              |      |      |      |      |      |      |      |      |      |      |      |        |      |      | 4th£ |      |      |
| FINA Diving World Series, Sagamihara, Japan, 3 m mixed synchro           |      |      |      |      |      |      |      |      |      |      |      |        |      |      | 3rd♠ |      |      |
| FINA Diving World Series, Fuji, Japan, mixed 3 m springboard             |      |      |      |      |      |      |      |      |      |      |      |        |      | 2nd♠ |      |      |      |
| FINA Diving World Series, Tijuana, Mexico, 10 m                          |      |      |      | 5th  |      |      |      | 1st  |      |      |      |        |      |      |      |      |      |
| FINA Diving World Series, Tijuana, Mexico, 10 m (synchro)                |      |      |      | 5th† |      |      |      | 3rd@ |      |      |      |        |      |      |      |      |      |
| FINA Diving World Series, Veracruz, Mexico, 10 m                         |      |      |      |      |      | 4th  |      |      |      |      |      |        |      |      |      |      |      |
| FINA Diving World Series, Guanajuato, Mexico, 10 m                       |      |      |      |      |      |      | 2nd  |      |      |      |      |        |      |      |      |      |      |
| FINA Diving World Series, Guanajuato, Mexico, 10 m (synchro)             |      |      |      |      |      |      | 4th@ |      |      |      |      |        |      |      |      |      |      |
| FINA Diving World Series, Mérida, Mexico 10 m                            |      |      |      |      |      |      |      |      |      |      | 2nd  |        |      |      |      |      |      |
| FINA Diving World Series, Mérida, Mexico mixed 3 m springboard           |      |      |      |      |      |      |      |      |      |      | 3rd* |        |      |      |      |      |      |
| FINA Diving World Series, Doha, Qatar, 10 m                              |      |      |      |      | 6th  |      |      |      |      |      |      |        |      |      |      |      |      |
| FINA Diving World Series, Moscow, Russia, 10 m                           |      |      |      |      |      |      | 5th  | 2nd  |      |      |      |        |      |      |      |      |      |
| FINA Diving World Series, Moscow, Russia, 10 m (synchro)                 |      |      |      |      |      |      |      | 5th@ |      |      |      |        |      |      |      |      |      |
| FINA Diving World Series, Kazan, Russia, 10 m                            |      |      |      |      |      |      |      |      |      |      |      | 2nd    |      |      | 3rd  |      |      |
| FINA Diving World Series, Kazan, Russia, 10 m (synchro)                  |      |      |      |      |      |      |      |      |      |      |      | 3rd=   | 3rd= |      | 3rd£ |      |      |
| FINA Diving World Series, Kazan, Russia, mixed 3 m springboard           |      |      |      |      |      |      |      |      |      |      |      |        |      | 2nd♠ | 3rd♠ |      |      |
| FINA Diving World Series, Dubai, UAE, 10 m                               |      |      |      |      |      |      |      | 2nd  |      | 4th  | 2nd  | 7th    |      |      |      |      |      |
| FINA Diving World Series, Dubai, UAE, 10 m (synchro)                     |      |      |      |      |      |      |      | 4th@ |      |      |      | 2nd=   |      |      |      |      |      |
| FINA Diving World Series, London, UK 10 m                                |      |      |      |      |      |      |      |      |      | 5th  | 1st  |        |      |      | 3rd  |      |      |
| FINA Diving World Series, London, UK 10 m (synchro)                      |      |      |      |      |      |      |      |      |      |      |      |        |      |      | 1st£ |      |      |
| FINA Diving World Series, London, UK mixed 3 m springboard               |      |      |      |      |      |      |      |      |      |      |      |        |      |      | 1st♠ |      |      |
| FINA Diving World Series, Edinburgh, UK, 10 m                            |      |      |      |      |      |      |      |      | 1st  |      |      |        |      |      |      |      |      |
| FINA Diving World Series, Sheffield, UK, 10 m                            |      |      | 4th  | 2nd  | 2nd  |      | 4th  |      |      |      |      |        |      |      |      |      |      |
| FINA Diving World Series, Sheffield, UK, 10 m (synchro)                  |      |      | 5th† | 1st† | 5th§ |      | 1st@ |      |      |      |      |        |      |      |      |      |      |
| FINA Diving Grand Prix, Fort Lauderdale, USA, 10 m                       |      |      |      |      | 1st  |      |      |      |      |      |      |        |      |      |      |      |      |
| FINA Diving Grand Prix, Fort Lauderdale, USA, 10 m (synchro)             |      |      |      |      | 2nd§ |      |      |      |      |      |      |        |      |      |      |      |      |
| FINA Diving Grand Prix, Madrid, 10 m                                     |      |      | 4th  |      |      |      |      |      |      |      |      |        |      |      |      |      |      |
| FINA Diving Grand Prix, Canada, 10 m                                     |      |      | 10th |      |      |      |      |      |      |      |      |        |      |      |      |      |      |
| ASA National Championships, 10 m                                         |      |      | 1st  |      |      |      |      |      |      |      |      |        |      |      |      |      |      |
| ASA National Championships, 10 m (synchro)                               |      |      | 1st  |      |      |      |      |      |      |      |      |        |      |      |      |      |      |
| ASA National Championships, 10 m (Junior)                                |      | 2nd  | 1st  |      |      |      |      |      |      |      |      |        |      |      |      |      |      |
| ASA National Championships, 3 m (Junior)                                 | 1st  | 1st  | 1st  |      |      |      |      |      |      |      |      |        |      |      |      |      |      |
| ASA National Championships, 3 m                                          |      |      | 2nd  |      |      |      | 5th  |      |      |      |      |        |      |      |      |      |      |
| ASA Elite Junior National Championships, 1 m                             |      | 1st  |      |      |      |      |      |      |      |      |      |        |      |      |      |      |      |
| ASA Elite Junior National Championships, 3 m                             |      | 1st  |      |      |      |      |      |      |      |      |      |        |      |      |      |      |      |
| ASA Elite Junior National Championships, 10 m                            |      | 1st  |      |      |      |      |      |      |      |      |      |        |      |      |      |      |      |
| CAMO Invitational Meet, 10 m                                             |      |      | 6th  |      |      |      |      |      |      |      |      |        |      |      |      |      |      |
| CAMO Invitational Meet, 10 m (synchro)                                   |      |      | 1st† |      |      |      |      |      |      |      |      |        |      |      |      |      |      |
| Australian Junior Elite Diving Championships, 10 m                       | 1st  |      |      |      |      |      |      |      |      |      |      |        |      |      |      |      |      |
| Australian Junior Elite Diving Championships, 3 m                        | 2nd  |      |      |      |      |      |      |      |      |      |      |        |      |      |      |      |      |
| Aachen Junior International, 10 m                                        | 2nd  |      |      |      |      |      |      |      |      |      |      |        |      |      |      |      |      |
| Aachen Junior International, 3 m                                         | 3rd  |      |      |      |      |      |      |      |      |      |      |        |      |      |      |      |      |

† with en:Blake Aldridge

§ with en:Max Brick

@ with en:Peter Waterfield

? with en:Jack Laugher

% with James Denny

& with en:Rebecca Gallantree

* with en:Alicia Blagg

= with en:Daniel Goodfellow

♠ with en:Grace Reid

£ with en:Matty Lee

** semi-final result
Daley's current dives are:
1. 307C: Reverse 3 1/2 Somersault Tucked (3.4 Tariff)
2. 407C: Inward 3 1/2 Somersault Tucked (3.2 Tariff)
3. 5172B: Forward 3 1/2 Somersault w/ 1 Twist Piked (3.6 Tariff)
4. 626B: Armstand Back Triple Somersault Piked (3.5 Tariff)
5. 109C: Forward 4 1/2 Somersault Tucked (3.7 Tariff)
6. 207B: Back 3 1/2 Somersault Piked (3.6 Tariff)

## 私生活
デーリーはイングランドのプリマス出身で、家族に母デッビーとウィリアムとベンの2人の兄弟がいる。父のロバートは、長期間のがんの闘病ののち、2011年5月27日に脳腫瘍で40歳の若さで死去している。さまざまなジュニア選手権の1m飛び板飛び込みでチャンピオンになった、アメリカの女子飛び込み選手キャシー・クックはデーリーの良き友人であり、13歳のときからの知り合いである。2012年に『デーリー・メール』によって2人は特別な仲だと噂された。のちにデーリーはこの噂を否定している。ロンドン五輪期間中、デーリーと彼のパートナーであるピーター・ウォーターフィールドはプロサッカー選手によるホモフォビック（同性愛者嫌悪）的なツイートの対象となった。
デーリーは2010年8月23日にYouTubeチャンネルを創設した。主にVlog、運動、食事などの内容の動画で構成される。2019年時点で、チャンネル登録者は80万人を超え、視聴回数は1億回を超えている。2013年12月2日、デーリーは自身のYouTubeチャンネルに投稿した動画で、その中で「男性と交際していること」を公表した。動画の中では「女性はまだ好きだが、（その男性と交際しているいまほど）幸せなときはない」と発言している。デーリーの交際相手はアメリカ人の映画脚本家ダスティン・ランス・ブラックである。2人の関係は2014年5月に公になった。2人は現在ロンドンで一緒に生活している。デーリーは、自身の私生活について話すのは難しい決断だったとし、「僕は愛の気持ちを感じたことがなかった、それはとても速く起こった。いつも彼（ブラック）を頭から離すことができないほどに、僕は完全に圧倒された」と語っている。

動画では、彼は「ゲイ」や「バイセクシュアル」という言葉を使用しなかったが、ガーディアン紙と2015年7月のインタビューで彼の性的指向について尋ねられたとき、「もちろん、僕はまだ女の子が好きだ」と言った。同性の魅力とブラックとの関係について尋ねられたとき、彼は次のように述べた。
「私は性的な感情を持っていた女の子との関係にあったが、ランスに会ったとき、それははるかに激しくなった。」
PinkNewsとの2018年のインタビューで、デイリーは自分自身を「クィア」とラベル付けし、「僕は100％ストレートではなく、100％ゲイでもない」と述べた。
2015年、かねてから交際していたダスティン・ランス・ブラックとの婚約を発表。発表はタイムズ誌慶弔欄に告知での発表だった。2017年5月7日、ダスティン・ランス・ブラックとデヴォンホテルにて結婚（同性結婚）を表明。2018年6月27日には、代理母出産により彼らの第1子で長男のロバート・ロビー・レイ・ブラック-デイリーが誕生した。
2014年8月、デイリーは、同年9月の国民投票に向けて、スコットランドの独立に反対するガーディアンへの手紙に署名した200人の公的人物の1人だった。
2018年のイギリス連邦首脳会議の前夜に行われた声明の中で、デイリーは英連邦諸国に反同性愛者法を廃止するよう求めた。それに応えて、当時の英国外務大臣ボリス・ジョンソンは、BBCラジオ1のニュースビートに、「同性愛が違法である国の指導者と同性愛者の権利について懸念を表明する」と述べた。 国連人権高等弁務官事務所から、政府に対して、脆弱なLGBTマイノリティの権利を保護するよう繰り返し求められている。テリーザ・メイ首相は、英国連邦全体での反同性愛者法の英国の歴史的遺産を「深く後悔している」と述べた。
ゲイ雑誌『アティテュード』でも幾度も表紙を飾っている。

### 学業
11歳から14歳までデーリーはw:Eggbuckland Community Collegeに就学した。13歳のときデーリーはw:ChildLineの著名なサポーターになった。これは「児童虐待防止のための国民団体」（NSPCC）によって引かれた子どもたちのホットラインである。このときデーリーは18か月前にいじめにあっていたことを明らかにしている。2009年に、デーリーはプリマスの主要な地方紙「ヘラルド」に対して、五輪以降、学校でいじめを受け続けていると訴えた。そしてデーリーの父はBBCに、その問題に対する対応が効果的でないので、デーリーを一時的にその学校から転校させたことを述べている。デーリーはこの問題についてメディアで話したことで称賛された。デーリーにw:Brighton Collegeの独立学校が、受講するための奨学金全ての提供を申し出ている。しかしデーリーの父が自宅から遠いことからこれを断った。そしてプリマスカレッジの独立学校のとの交渉に臨んだ。プリマスカレッジは「たいへん重要な奨学金」をデーリーに提供した。プリマスカレッジは定期的に水泳奨学金を提供し、その対象にはなった元生徒には2008年北京五輪のメダリストキャシー・パッテンも含まれる。数週間後にデーリーのプリマス・カレッジの在学が確認された。デーリーのロンドン五輪での関わりを記念するドキュメンタリー「トム・デーリー、イギリスのためにダイブ（Tom Daley: Diving For Britain）」が2012年7月23日による10時35分から11時30分にわたり放送された。この日は五輪開会式の4日前であり、デーリーの「2012年への挑戦」がついに始まる7日前である。
デーリーは小規模な団体に過ぎないGCSEをデーリーの飛び込み競技関連のものに合うように取り上げた。デーリーはスーパーモデルのケイト・モスにデヴィッド・ホッケーによるイタリア『ヴォーグ』でのフォトショットのオリジナルポートレートの再現のためにポーズをとってほしいと説得した。これは偉大な芸術作品を再現しているGCSEのフォトグラフィー・プロジェクトの一環としてであった。モスとの会議の後実現した。デーリーはひとつのAと8つのA*の評価をGCSEsで受けた。
2012年、デーリーは2年の数学、スペイン語、写真撮影のA-レベルの学業を修了した。2012年のロンドン五輪の重圧に面しているために、デーリーは国際バカロレア資格の受験しない決断をした。デーリーは写真撮影ではA*、スペイン語ではA 、数学ではA-levelsの評価を受けた。

### 趣味
趣味は編み物で「僕がこれまで正気を保ててきたのは、編み物への愛情のおかげ」としている。東京オリンピックでは女子板飛び込み決勝が行われている会場（東京アクアティクスセンター）の観客席で編み物をしているのが話題になった。

## 賞と栄典
- Named Youngster of the Year by BBC South West in 2005.[93]
- Named BBC South West Sports Personality of the Year, 2009.[94]
- Short-listed to the final ten for the BBC Young Sports Personality of the Year award in 2006.
- Short-listed to the final three for the BBC Young Sports Personality of the Year award in 2008.[95]
- Named BBC Young Sports Personality of the Year 2007, 2009 and 2010 (only person ever to win this award more than once).[96][97]
- Short-listed to the final ten for the BBC Sports Personality of the Year Award in 2009[98] and 2010.[41]
- Ranked #63 in Time's 2008 edition of 100 Olympic Athletes To Watch.[99]
- Won LEN Magazine's "Athlete of the Year" award for mens' divers, 2009, on behalf of the European Swimming Federation. The award is voted for by representatives of all European Aquatic Federations and the media.[100]
- Nominated for the 2010 Laureus World Sports Award for Breakthrough of the Year.[101][102]
- 大英帝国勲章オフィサー（2022年）[103]

## 参照
1. ↑  Lonsbrough, Anita (2008年2月25日). “Diver Tom Daley, 13, to make Olympic history”. London: Telegraph.co.uk 2008年8月29日閲覧. "When Thomas Robert Daley dives..."
2. ↑  “Beijing 2008 official site, Competition Information, Athletes and Teams”.   Web.archive.org (2008年8月22日). 2008年8月22日時点のオリジナルよりアーカイブ。2012年7月21日閲覧。
3. ↑  “Fina Diving World Ranking”. 2013年4月23日閲覧。
4. ↑  BBC Sport - Delhi 2010: Tom Daley and Max Brick win diving gold
5. 1 2  Duncan White (2012年8月12日). “Tom Daley wins Olympic diving bronze as USA's David Boudia takes 10m platform gold”. Daily Telegraph.   Telegraph Media Group Limited. 2012年8月16日閲覧。
6. ↑  テレビ朝日の『Qさま』のようなもの。
7. ↑  http://www.guardian.co.uk/media/2013/jan/07/tom-daley-splash-itv-tv-ratings
8. ↑  “Tom Daley should not be in Beijing Olympics”.   The Telegraph (2008年8月9日). 2013年1月5日閲覧。
9. ↑  “Leon Taylor: mentoring the Olympians of the future”.   The Telegraph (2012年6月20日). 2013年1月5日閲覧。
10. 1 2 3  “Thomas Daley - Mens Platform World Champion 2009”.   Plymouth Diving. 2008年8月21日時点のオリジナルよりアーカイブ。2009年9月27日閲覧。
11. ↑  There is some confusion concerning his age on first winning the British U18 title: a few reports, including his mother, have stated that he was 9, but his official British Swimming profile states he was 10.
12. ↑  “Tom Daley: Set to make a splash at Beijing”. ABC News.   abc.net.au (2008年7月15日). 2008年7月22日閲覧。
13. ↑  "Daley, 13, close to clinching Olympic place".
14. ↑  "Tom Daley wins two diving medals in Madrid".
15. ↑  “Thomas Daley Delivers with Bronze at the World Cup”.   Web.archive.org (2008年5月2日). 2008年5月2日時点のオリジナルよりアーカイブ。2012年7月21日閲覧。
16. ↑  "Youngster Daley claims Euro gold" - BBC.co.uk
17. ↑  "13 year-old Daley heads to Bejing  (sic)", The Guardian, 24 February 2008.
18. ↑  "Daley is not the youngest Olympian", Daily Mail, 25 February 2008.
19. ↑  "Daley's diving disappointment" Sky News, 11 August 2008.
20. ↑  "Great Britain's diving sensation Tom Daley finishes seventh in 10 m platform final" Daily Telegraph, 23 August 2008.
21. ↑  "Platform Boys Final - Youth B"[リンク切れ]
22. ↑  “Daley sets new PB as he takes British title”. Plymouth Herald. (2009年2月7日).  オリジナルの2009年2月10日時点におけるアーカイブ。 2013年2月28日閲覧。
23. ↑  “Olympic diver Blake Aldridge injured in nightclub attack”. Daily Telegraph (London). (2009年2月7日) 2010年5月25日閲覧。
24. ↑  “Daley takes World Series bronze”. BBC Sport. (2009年3月28日)
25. ↑  “Daley secures World Series silver”. BBC Sport. (2009年4月19日)
26. ↑  Shea, Julian (2009年4月7日). “Daley's new diving partner named”. BBC News Online 2009年4月8日閲覧。
27. ↑  “Daley and Brick land silver in US”. BBC News Online. (2009年5月8日) 2009年5月9日閲覧。
28. ↑  British teen Daley wins gold in men's platform アーカイブ 2015年3月28日 - ウェイバックマシン, Associated Press, 9 May 2009
29. ↑  Lonsbrough, Anita (2009年7月21日). “Diving: Tom Daley wins Britain's first ever World Championships gold”. London: Daily Telegraph 2009年7月21日閲覧。
30. ↑  “Daley and Brick struggle in final”. BBC News Online. (2009年7月25日) 2009年7月25日閲覧。
31. ↑  “FINA TABLE OF DEGREE OF DIFFICULTY”.   FINA (2009年9月). 2015年9月13日時点のオリジナルよりアーカイブ。2010年2月7日閲覧。
32. ↑  “FINA TABLE OF DEGREE OF DIFFICULTY”.   FINA (2009年9月). 2015年9月13日時点のオリジナルよりアーカイブ。2010年2月7日閲覧。
33. ↑  “Peter Waterfield beats Tom Daley to National Cup title”. BBC News Online. (2010年2月7日) 2010年2月7日閲覧。
34. ↑  “Southampton's Waterfield beats Daley to national title”.   Southern Daily Echo (2010年2月7日). 2010年2月7日閲覧。
35. ↑  “Tom Daley takes World Series fourth with new dives”. BBC. (2010年3月28日) 2010年4月12日閲覧。
36. ↑  “Tom Daley settles for fourth in FINA Diving World Series event in Qingdao”. London: Daily Mail. (2010年3月28日) 2010年4月12日閲覧。
37. ↑  “Tom Daley misses out on medals at Fina World Series”. London: Guardian. (2010年4月22日) 2010年5月4日閲覧。
38. ↑  “BUDAPEST 2010: Injury forces Daley to withdraw - YOG participation in doubt”. morethanthegames. (2010年8月14日).  オリジナルの2010年8月15日時点におけるアーカイブ。 2010年8月17日閲覧。
39. ↑  “Injury forces diver Tom Daley out of European Championships”. London: guardian. (2010年8月14日) 2010年8月17日閲覧。
40. ↑  “Tom Daley will dive 3m at the Youth Olympics”. BBC Sport. (2010年8月20日) 2010年8月20日閲覧。
41. 1 2  “Tom Daley shortlisted for double BBC honours”. British Swimming. (2010年11月30日) 2010年11月30日閲覧。
42. ↑  “Brick hopeful, but knows three into two will not go”. London: Sportsbeat. (2011年1月4日).  オリジナルの2011年1月7日時点におけるアーカイブ。 2011年1月29日閲覧。
43. ↑  “Tom Daley and Peter Waterfield win National Cup gold”. BBC Sport. (2011年1月29日) 2011年1月29日閲覧。
44. ↑  “Peter Waterfield beats Tom Daley to win British title”. BBC Sport. (2011年1月30日) 2011年1月30日閲覧。
45. ↑  “14th FINA World Championships, Shanghai, China 16-31 July 2011 Detailed Results - Mens 10m Synchro Platform”.   FINA (2011年7月17日). 2011年8月12日時点のオリジナルよりアーカイブ。2011年7月24日閲覧。
46. ↑  “14th FINA World Championships, Shanghai, China 16-31 July 2011 Detailed Results - Mens 10m Platform”.   FINA (2011年7月24日). 2011年7月24日閲覧。[リンク切れ]
47. ↑  “London 2012 Olympics: Tom Daley reminds me of Anna Kournikova says Russian coach Alexei Evangulov”. The Daily Telegraph.   Telegraph Media Group Ltd (2012年2月24日). 2012年3月18日閲覧。
48. ↑  FINA (2012年3月17日). “DWS 2012, Dubai: Chinese reign supreme taking all 8 golds”. FINA/Midea Diving World Series.   FINA. 2012年3月24日時点のオリジナルよりアーカイブ。2012年3月18日閲覧。
49. ↑  British Swimming (2012年3月24日). “Daley and Waterfield claim 10m Platform medals”. Swimming.org.   British Swimming and the Amateur Swimming Association. 2012年3月24日閲覧。
50. ↑  Sporting Life (2012年4月14日). “Moscow silver for tom daley”. Sporting Life.   365 Media Group Ltd. 2012年4月14日閲覧。[リンク切れ]
51. ↑  Press Association (2012年4月22日). “Tom Daley caps off World Series with gold in 10-metre platform”. The Guardian.   Guardian News & Media Ltd. 2012年4月22日閲覧。
52. ↑  “Daley stars across FINA Diving World Series”. swimming.org.   British Swimming (2012年4月22日). 2012年4月22日閲覧。
53. ↑  “Daley wins British junior championship gold at Life Centre”. thisisdevon.co.uk.   Western Morning News (2012年4月6日). 2012年9月15日時点のオリジナルよりアーカイブ。2012年4月14日閲覧。
54. ↑  “Tom Daley regains European diving title in last event before Olympics”. The Guardian.   Guardian News and Media Limited (2012年5月20日). 2012年5月20日閲覧。
55. ↑  “Record for Daley and Waterfield on opening day of Trials”. swimming.org.   British Swimming and the Amateur Swimming Association (2012年6月8日). 2012年6月8日閲覧。
56. ↑  “Daley takes step towards Games with second gold”. swimming.org.   British Swimming and the Amateur Swimming Association (2012年6月10日). 2012年6月10日閲覧。
57. ↑  Nicola Harrison (2012年7月23日). “In pictures: John Lewis 'wraps' its stores in giant Olympic banners”. Retail Week. 2012年8月16日閲覧。
58. ↑  Glen Levy (2012年7月30日). “The Daley Show: Britain’s Diving Pair Daley and Waterfield Fail to Medal”. TIME.   Time Inc.. 2012年8月16日閲覧。
59. ↑  Nick Owens, Richard Smith (2012年7月31日). “Harassment warning: Teenager warned after Tom Daley was taunted on Twitter that he'd let down his dead dad”. Daily Mirror. 2012年8月16日閲覧。
60. ↑  “Tom Daley tweet: Footballer Daniel Thomas arrested”. BBC News - Wales.   BBC (2012年8月2日). 2012年8月16日閲覧。
61. ↑  Barry Glendenning (2012年8月11日). “Olympic diving: Tom Daley wins bronze”. The Guardian. 2012年8月16日閲覧。
62. ↑  “Daley wins Down Under as Brit ace teams up with Laugher at junior championships”. Daily Mail (2012年10月9日). 2012年10月9日閲覧。
63. ↑  Nick Hope (2012年10月9日). “Tom Daley and Jack Laugher dive to World Junior gold”. BBC.   BBC Sport. 2012年10月9日閲覧。
64. ↑  “Daley racks up the tens for world junior gold”. British Swimming (2012年10月13日). 2012年10月13日閲覧。
65. ↑  “Tom Daley wins second World Junior gold in Australia”. BBC.   BBC Sport (2012年10月13日). 2012年10月13日閲覧。
66. ↑  http://www.bbc.co.uk/newsbeat/20159384
67. ↑  Daley, Tom (25 February 2018), My 6 Olympic Dives...Explained! 2018年6月14日閲覧。
68. ↑  “Tom Daley's father Rob loses battle with cancer”. BBC Sport. (2011年5月28日) 2011年5月28日閲覧。
69. ↑  “Kassidy Cook”.   USA Diving. 2012年10月10日閲覧。[リンク切れ]
70. ↑  Betiku, Fehintola (2012年8月18日). “Tom Daley and his barefoot girlfriend Kassidy Cook emerge from nightclub as they celebrate his A-Level results”. Daily Mail.   Associated Newspapers. 2012年10月10日閲覧。
71. ↑  “Olympic hero Tom Daley cuddles up to US dive sensation Kassidy Cook for night out to see The Lion King”. Daily Mail.   Associated Newspapers (2012年8月15日). 2012年10月10日閲覧。
72. ↑  http://www.sugarscape.com/main-topics/lads/757825/tom-daley-denies-kassidy-cook-his-girlfriend
73. ↑  “Olympic diving star Tom Daley Daley reveals relationship with man”. BBC News. (2013年12月2日) 2013年12月2日閲覧。
74. ↑  Daley, Tom (subject and author) (2013). Tom Daley: Something I want to say... (Home video) (英語). Tom Daley. 2013年12月2日閲覧.
75. ↑  “Tom Daley Talks 'Crazy' Attention On His Relationship With Dustin Lance Black”. w:The Huffington Post. (2014年5月2日) 2014年5月4日閲覧。
76. ↑  Malec, Brett (2014年5月2日). “Tom Daley and Boyfriend Dustin Lance Black Move in Together in London”. E! Online. 2014年5月5日時点のオリジナルよりアーカイブ。2014年5月4日閲覧。
77. ↑  “「ミルク」ゲイのオスカー脚本家、飛び込み王子トム・デイリーと婚約”.   映画.com (2015年10月13日). 2015年10月13日閲覧。
78. ↑  “BBC News - Tom Daley and Dustin Lance Black marry at Devon hotel”.   BBC.com date=2017-05-07. 2017年5月7日閲覧。
79. ↑  “tom daley olympic hero goes back to school, Eggbuckland Community College in Plymouth, Devon”.   This is Bristol (2008年9月3日). 2012年9月13日時点のオリジナルよりアーカイブ。2012年2月14日閲覧。
80. ↑  “13 Year old British Olympian pledges support for the NSPCC”. nspcc.org.uk.   NSPCC (early 2008 エラー: 日付が正しく記入されていません。（説明）). 2008年12月1日時点のオリジナルよりアーカイブ。2010年4月9日閲覧。
81. ↑  “Star Tom Daley taunted by playground bullies”. thisisplymouth.co.uk.   Plymouth Herald (2009年4月23日). 2009年4月26日時点のオリジナルよりアーカイブ。2010年4月9日閲覧。
82. ↑  “Dive star Daley bullied at school”. BBC Online (BBC). (2009年4月23日) 2010年4月9日閲覧。
83. ↑  “Charity backs bullied Tom Daley”. CBBC Newsround (BBC). (2009年4月25日) 2010年4月9日閲覧。
84. ↑  Shân Ross (2009年4月24日). “An Olympic hero aged just 14 – but bullies make his life hell”. The Scotsman (Edinburgh: Johnston Press Digital Publishing) 2010年4月9日閲覧。
85. ↑  Joanna Sugden (2009年4月24日). “Private schools compete for Tom Daley”. The Times (London: Times Newspapers Ltd) 2010年4月9日閲覧。
86. ↑  “Olympic bronze medal for Cassie!”.   Plymouth College (2008年8月20日). 2011年7月15日時点のオリジナルよりアーカイブ。2010年4月9日閲覧。
87. ↑  “Dive star moves to public school”. BBC Online (BBC). (2009年6月2日) 2010年4月9日閲覧。
88. ↑  Folley, Malcolm (2009年12月6日). “TOM DALEY SPECIAL: How I got supermodel Kate Moss to pose for my GCSE school project”. Daily Mail (London: Associated Newspapers Ltd) 2010年4月9日閲覧。
89. ↑  “Tom Daley: The Diver and his Dad Documentary”. (2010年10月) 2010年10月30日閲覧。
90. ↑  Aitkenhead, Decca (2010年10月). “Tom Daley: Man and boy - Guardian Interview”. London: The Guardian 2010年10月30日閲覧。
91. ↑  “Bronze in the swimming pool, gold in the classroom: Diver Tom Daley celebrates straight As in his A-level results”.   Mirror News (2012年8月16日). 2012年8月16日閲覧。
92. 1 2  “英の金メダリストが編み物”.   共同通信. 2021年8月4日閲覧。
93. ↑  “BBC honours South West sports stars”. BBC.co.uk. (2005年12月5日) 2007年2月12日閲覧。
94. ↑  “BBC South West Sports Awards 2009”. BBC Devon (BBC). (2009年11月29日) 2009年11月29日閲覧。
95. ↑  “Sportsround reveals young sports star finalists”. CBBC Newsround (BBC). (2008年11月28日) 2008年11月28日閲覧。
96. ↑  “Tom Daley wins second Young BBC Personality award”. BBC Sport (BBC). (2009年12月13日) 2009年12月13日閲覧。
97. ↑  “Diver Daley wins third BBC award”. BBC Sport (BBC). (2010年12月19日) 2010年12月19日閲覧。
98. ↑  “Contenders for BBC Sports Personality award revealed”. BBC Sport (BBC). (2009年12月7日) 2009年12月5日閲覧。
99. ↑  Brunton, Michael (2008年7月24日). “100 Olympic Athletes To Watch - 63. Tom Daley”. Time (Time, Inc.) 2008年8月22日閲覧。 {{cite news}}: |work=では太字とイタリック体は使えません。 (説明)⚠
100. ↑  “LEN Magazine Names Paul Biedermann, Britta Steffen Athletes of the Year”. Lane 9 News.   Swimming World Magazine. 2012年9月10日時点のオリジナルよりアーカイブ。2009年9月25日閲覧。
101. ↑  “Legends of sport – Armstrong, Bolt, Federer, Rossi, Watson & Williams – among Nominees for 2010 Laureus World Sports Awards”. Laureus.   Laureus. 2010年2月11日閲覧。
102. ↑  “Tom Daley at the 2010 Laureus World Sports Awards”.   swimwest. 2011年7月28日時点のオリジナルよりアーカイブ。2010年4月12日閲覧。
103. ↑  イギリスの感染対策の「顔」がサーやデイムに　新年の叙勲WEDGE Infinity 2022年1月1日配信

### ニュース記事
- "Thomas tipped for the top"
- "Stars for 2012"
- "Olympic Dreams - Tom Daley"
- "Tom Daley's sights set on Beijing Olympics"
- "High-flyer scaling platform to leap into record books"
- "Tom Daley, 13, in at the Olympic deep end"
- "Tom Daley's father Rob loses battle with cancer"